# تجزیه اشمیت
در جبر خطی، تجزیهٔ اشمیت (که به نام مبدع آن ارهارد اشمیت نام‌گذاری شده است) به روشی خاص برای نمایش یک بردار با ضرب تنسوری از دو فضای ضرب داخلی اشاره دارد. این تجزیه کاربردهای متعددی در نظریهٔ اطلاعات کوانتومی مانند مشخصه‌یابی درهم‌تنیدگی، خالص‌سازی حالت و موم‌سانی دارد.

## قضیه
فرض کنید {\displaystyle H_{1}} و {\displaystyle H_{2}} فضاهای هیلبرت با ابعاد n و m بوده و {\displaystyle n\geq m} باشد. برای هر بردار {\displaystyle w} در ضرب تنسوری {\displaystyle H_{1}\otimes H_{2}}، مجموعه‌های راست‌هنجار (متعامد یکه)  {\displaystyle \{u_{1},\ldots ,u_{m}\}\subset H_{1}} و {\displaystyle \{v_{1},\ldots ,v_{m}\}\subset H_{2}} وجود دارد به‌طوری که
```

  

    

      

        
w

        
=

        

          
∑

          

            
i

            
=

            
1

          

          

            
m

          

        

        

          
α

          

            
i

          

        

        

          
u

          

            
i

          

        

        
⊗

        

          
v

          

            
i

          

        

      

    

    
{\displaystyle w=\sum _{i=1}^{m}\alpha _{i}u_{i}\otimes v_{i}}

  

```

که در آن {\displaystyle \alpha _{i}} اسکالرهایی حقیقی، غیرمنفی و یکتا هستند.